# Чума собак
Чума собак (чума плотоядных, болезнь Карре, чумка) — острая или подострая контагиозная вирусная болезнь, проявляющаяся лихорадкой, катаральным воспалением слизистых оболочек, поражениями кожи, центральной нервной системы или сочетанием этих признаков.
Чума известна со времён одомашнивания собак. Распространена повсеместно. В Российской империи появилась в 1762 году в Крыму и получила название «крымской болезни». Вирусную природу чумы собак в 1905 году впервые доказал учёный Карре.

## Носители заболевания
К чуме восприимчивы домашние собаки и дикие собакообразные, а среди кошкообразных — некоторые представители кошачьих и виверровых. В Восточной Африке домашние или одичавшие собаки передают вирус чумы львам, пятнистым гиенам и гиеновидным собакам, что приводит к высокой смертности среди этих диких видов. В Северной Америке в результате передачи данного вируса от домашних собак американским хорькам имело место почти полное исчезновение диких популяций последних.

## Причина болезни
Возбудителем болезни является вирус Canine Distemper, который также называется Canine Morbillivirus. Этот вирус принадлежит семейству парамиксовирусы. Заражение чумой происходит через дыхательные пути и пищеварительный тракт. Попав в организм, вирус чумы попадает в кровь и ткани. Способствуют и предрасполагают к заболеванию чумой простуда, неполноценное кормление, недостаток витаминов в корме, плохие условия содержания собак.

## Способ заражения
В окружающую среду вирус выделяется с истечениями из глаз, носа и пасти, с калом, мочой, отмершим эпителием кожи. Основной источник заражения — больные животные, предметы ухода, кормушки, инвентарь, помещения и подстилка, где содержались больные животные, а также механические переносчики — человек, транспортные средства.

## Первые симптомы
От момента заражения до появления первых признаков происходит скрытый период болезни, который продолжается от трех до 21-го дня. В этот период болезни собака кажется здоровой, но может заражать других собак.
Начало заболевания определить трудно. Первые признаки: небольшое угнетение, вялость, легкая утомляемость, взъерошенная шерсть, уменьшение аппетита, иногда рвота, частичный отказ от работы, покраснение слизистых оболочек глаз, носа, пасти, незначительное прозрачное истечение из носа и глаз, появление небольшого поноса.
Эти признаки выражены у одних собак сильнее, у других слабее. В самом начале заболевания температура повышенная (39,5 — 40), держится 2-3 дня, а затем снижается до нормальной. У наиболее крепких собак на этом заканчивается течение болезни и наступает выздоровление. У слабых — повышается температура и ухудшается самочувствие.
В разгаре болезни или при начавшемся улучшении появляются поражения нервной системы.
К симптомам также относятся периодические судороги у собак.

## Течение болезни
Чума плотоядных может протекать молниеносно, сверхостро, остро, подостро, абортивно, типично и атипично. По клиническим признакам различают катаральную, легочную, кишечную, кожную, нервную и смешанную (генерализованную) формы болезни. Развитие той или иной формы чумы определяется реактивностью организма животного. Один и тот же штамм возбудителя может вызывать у собак разнотипные клинические признаки.
Чаще заболевание протекает с патологией в различных тканях, так как вирус чумы плотоядных является пантропным вирусом, то есть поражает клетки всех систем организма. Поэтому разделение на различные формы болезни весьма условно.
Летальность среди щенков до 3-месячного возраста составляет 30—100 %.

## Диагностика чумы
Для лабораторной диагностики чумы плотоядных, в частности для обнаружения (индикации) возбудителя и его идентификации (определение видовой принадлежности) применяют следующие методы:
- метод флуоресцирующих антител прямой (МФА) — для установления раннего прижизненного диагноза, материалом служат мазки-отпечатки; в основе люминесцентная микроскопия соединений антигена, с меченным антителом. При исследовании недавно вакцинированных возможны ложноположительные результаты.
- иммуноферментный анализ (ИФА) — для установления раннего прижизненного диагноза; разработаны промышленные диагностикумы на полистироловых пластинах для выявления специфического антигена вируса; материал — пробы крови, смывы из глаз и глотки. При исследовании недавно вакцинированных, возможны ложноположительные результаты.
- реакция нейтрализации (РН) — для идентификации вируса в культуре клеток;
- реакция диффузной преципитации (РДП) — позволяет обнаруживать возбудитель на 3-4-й день болезни;
- реакция связывания комплемента (РСК) — для обнаружения антигена в органах и тканях больных животных и в культуре клеток;
- реакция непрямой гемагглютинации (РНГА) — для выявления специфических антител к возбудителю;
- реакция пассивной гемагглютинации (РПГА);
- биопроба на восприимчивость животных.
- полимеразная цепная реакция (ПЦР) по выделению РНК вируса. Высокая специфичность и чувствительность. При исследовании недавно вакцинированных, возможны ложноположительные результаты.
- цитологические исследования по обнаружению телец-включений в мазках со слизистых и аутопсийных тканях.
- экспресс-тесты на выявление антигена. При исследовании недавно вакцинированных, возможны ложноположительные результаты.

Для клинической практики наибольший интерес представляет выявление на ранней стадии патогномоничных для чумы плотоядных телец-включений.

## Патогенез
Вирус чумы, проникнув в организм, вначале попадает в кровяное русло, обусловливает появление лихорадки и угнетённое состояние. С кровью вирус разносится во внутренние органы, центральную нервную систему, вызывая в последних воспалительные и дегенеративные изменения. В дальнейшем развивается катаральное воспаление слизистых оболочек, вследствие чего в организм может проникнуть различная микрофлора и вызвать тяжёлые осложнения.

## Способ борьбы с чумой
Для борьбы с чумой надо предохранять собак от заноса заразного начала (вируса чумы):
- Содержать собак в закрытых помещениях, исключающих общение с посторонними собаками, и другими восприимчивыми к чуме животными (кошки к данному вирусу не восприимчивы).
- Ежегодно в сроки, устанавливаемые ветеринарно-лечебными учреждениями, прививать собак от чумы. Щенки прививаются против чумы с двухнедельного возраста (при показаниях и неблагополучного эпизоотического состояния по местной территории).
- Обращать особое внимание на истощенных собак и имеющих даже незначительные расстройства нервной системы, рассматривая их как возможных вирусоносителей.
- Поддерживать сопротивляемость организма собаки против заразных заболеваний.